# Philoros neglecta
Philoros neglecta är en fjärilsart som beskrevs av Jean Baptiste Boisduval 1832. Philoros neglecta ingår i släktet Philoros och familjen björnspinnare. Inga underarter finns listade i Catalogue of Life.